# Turquía en la Copa Mundial de Fútbol de 1954
Turquía fue una de las 16 selecciones participantes en la Copa Mundial de Fútbol de Suiza 1954, la cual fue su primera participación en un mundial.

## Clasificación

### Grupo 6
Originalmente Turquía iba a enfrentar en un triangular a España y a la Unión Soviética para definir a un clasificado, pero la Unión Soviética abandonó el torneo por razones políticas, por lo que enfrentaron en una serie de eliminación directa a España. Turquía clasificó por medio de un sorteo, siendo esta la primera vez en la que el equipo que gana el marcador global no clasifica a un mundial.
| Equipo 1 | Agr. | Equipo 2 | Ida | Vuelta | 3er partido |
| -------- | ---- | -------- | --- | ------ | ----------- |
| España   | 6-4  | Turquía  | 4–1 | 0-1    | 2–2         |

## Jugadores
Estos fueron los 22 jugadores convocados para el torneo:

## Resultados
Turquía fue eliminada en la fase de grupos.
| País             | J | G | E | P | GF | GC | PTS |
| ---------------- | - | - | - | - | -- | -- | --- |
| Hungría          | 2 | 2 | 0 | 0 | 17 | 3  | 4   |
| Alemania Federal | 2 | 1 | 0 | 1 | 7  | 9  | 2   |
| Turquía          | 2 | 1 | 0 | 1 | 8  | 4  | 2   |
| Corea del Sur    | 2 | 0 | 0 | 2 | 0  | 16 | 0   |

| 17 de junio de 1954 | Alemania Federal                                      | 4–1     | Turquía | Wankdorf Stadium, Berna                                          |                                                                  |
|                     | Schäfer 14' · Klodt 52' · O. Walter 60' · Morlock 84' | Reporte | Suat 2' | Asistencia: 28,000 espectadores Árbitro(s): Jose da Costa Vieira | Asistencia: 28,000 espectadores Árbitro(s): Jose da Costa Vieira |

| 20 de junio de 1954 | Turquía                                                   | 7–0     | Corea del Sur | Charmilles Stadium, Geneva                                |                                                           |
|                     | Suat 10' 30' · Lefter 18' · Burhan 37' 64' 70' · Erol 76' | Reporte |               | Asistencia: 4,000 espectadores Árbitro(s): Esteban Marino | Asistencia: 4,000 espectadores Árbitro(s): Esteban Marino |

| 23 de junio de 1954                                                 | Alemania Federal                                                     | 7–2     | Turquía                | Hardturm Stadium, Zürich                                     |                                                              |
|                                                                     | O. Walter 7' · Schäfer 12' 79' · Morlock 30' 60' 77' · F. Walter 62' | Reporte | Ertan 21' · Lefter 82' | Asistencia: 17,000 espectadores Árbitro(s): Raymond Vincenti | Asistencia: 17,000 espectadores Árbitro(s): Raymond Vincenti |
| Partido de desempate para definir al segundo clasificado del grupo. |                                                                      |         |                        |                                                              |                                                              |